# 陳夫人 (馬殷)
陳夫人（?—?），中國五代十国之南楚开国國王武穆王馬殷的側室夫人，文昭王馬希範、廢王馬希廣的母亲，馬希範与袁德妃所生的馬希聲是一天出生。可是，馬希聲在馬殷死後先繼承王位。所以陈夫人与袁德妃有隙，且馬希範即位后，對德妃不以禮相待。德妃憂鬱而終。